# Heterochaeta costata
Heterochaeta costata är en ringmaskart som beskrevs av Claparede 1863. Heterochaeta costata ingår i släktet Heterochaeta och familjen glattmaskar. Arten är reproducerande i Sverige. Inga underarter finns listade i Catalogue of Life.